# Michael Diekmann

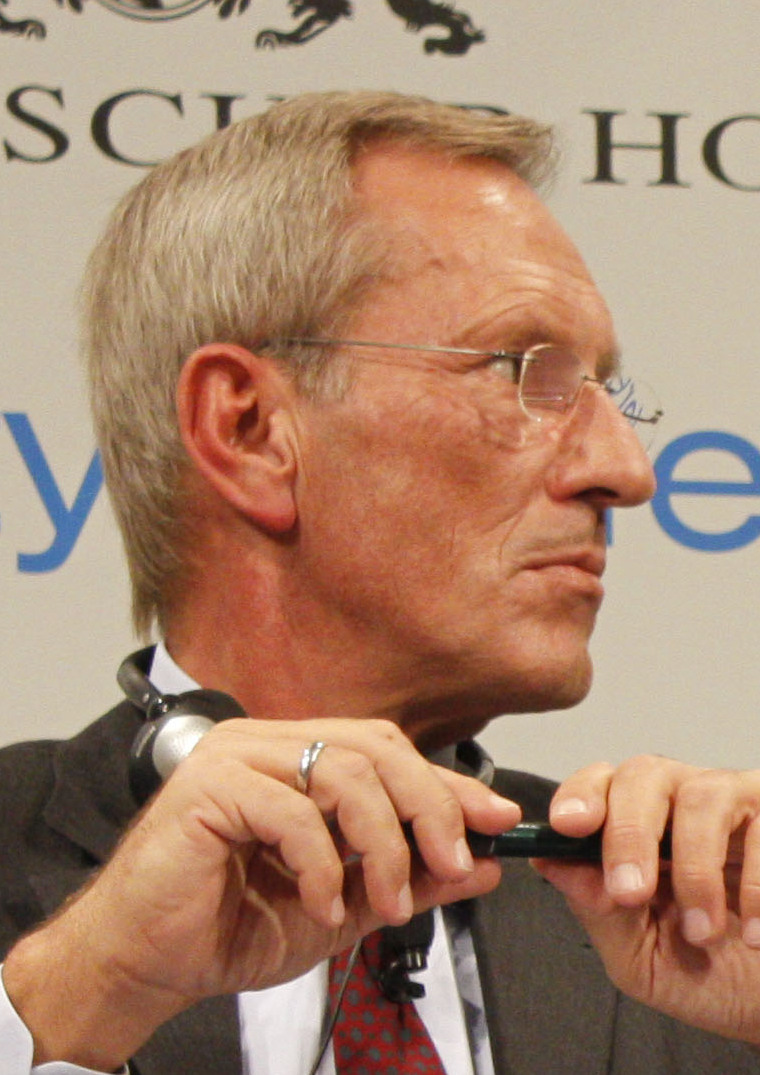
Michael Diekmann, 2012

Michael Diekmann (* 23. Dezember 1954 in Bielefeld) ist ein deutscher Manager. Von 2003 bis 2015 war er Vorstandsvorsitzender der Allianz SE und seit Mai 2017 ist er deren Aufsichtsratsvorsitzender.

## Leben
Michael Diekmann ist als Sohn eines Unternehmers, der ein familieneigenes Straßen- und Brückenbau-Unternehmen in dritter Generation mit früher rund 100 Mitarbeitern betrieb, in der ostwestfälischen Stadt Bad Salzuflen aufgewachsen. Er studierte von 1973 bis 1982 Philosophie und Rechtswissenschaften an der Universität Göttingen und verlegte dann von 1983 bis 1988 einen von ihm selbst geschriebenen Kanu-Reiseführer im Eigenverlag.
1988 begann er seine Karriere bei der Allianz als Assistent des Niederlassungsleiters in Hamburg. Drei Jahre später wurde er Vertriebsbereichsleiter in Hamburg, nach weiteren zwei Jahren übernahm er die Leitung der Filialdirektion Hannover, danach wechselte er als Leiter des Privatkundenmanagements nach München. Im Anschluss an diese Tätigkeit übernahm er die Leitung der Vertriebsdirektion in Köln, womit er Mitglied der Geschäftsleitung der Zweigniederlassung für Nordrhein-Westfalen wurde. 1996 wurde er nach Singapur geschickt, um das Asiengeschäft aufzubauen. 1998 wurde er in den Vorstand berufen. Am 29. April 2003 trat er als Nachfolger von Henning Schulte-Noelle die Position des Vorstandsvorsitzenden der Allianz SE an. Diekmann ist ebenfalls Vorsitzender des Stiftungsvorstandes der ESMT European School of Management and Technology.
2005 kürte die Zeitschrift Wirtschaftswoche Michael Diekmann zum Manager des Jahres.
Im Juni 2006 geriet Diekmann öffentlich in die Kritik, als er parallel zur Verkündung von Rekordprofiten (von über 4 Milliarden Euro jährlich) den Abbau von 7500 Mitarbeitern des Allianz-Konzerns ankündigte.
Die Vergütung von Diekmann betrug im Jahr 2005 laut Vergütungsbericht der Allianz SE eine Barsumme von zirka 2,4 Millionen Euro zuzüglich einer aktienbasierten Vergütung in Höhe von rund 45.000 virtuellen Aktien/Optionen. Seine Gesamtvergütung für das Jahr 2009 betrug nach Angaben der Süddeutschen Zeitung 4,8 Millionen Euro.
Im März 2011 bestätigte ein Allianz-Sprecher, dass Diekmanns bis Ende 2011 laufender Vertrag bis Ende 2014 verlängert wurde. Im Oktober 2014 wurde bekannt gegeben, dass Diekmann zum 7. Mai 2015 seine Position als Vorstandsvorsitzender an Oliver Bäte abgeben wird.
Neben dem Vorsitz des Aufsichtsrats der Allianz SE hat Diekmann Aufsichtsratsmandate bei BASF, Fresenius und Siemens inne. Seit April 2016 ist er außerdem Berater der internationalen Anwaltskanzlei Linklaters.
Michael Diekmann ist verheiratet und Vater von vier Kindern.

## Veröffentlichungen
- mit Florian Thieme: Wildnis privat. Der Ratgeber für Kanutouren in Kanada. Diekmann/Thieme, Rottach-Egern 1982, ISBN 3-9800734-0-8. (156 S.; 2. Ausg. 1984, Diekmann/Thieme, ISBN 3-9800734-1-6, 270 S., 1985 unter selber ISBN auch im Festa Verlag)